# Trachelissa rugosipennis
Trachelissa rugosipennis är en skalbaggsart som först beskrevs av Pierre Émile Gounelle 1911.  Trachelissa rugosipennis ingår i släktet Trachelissa och familjen långhorningar. Inga underarter finns listade i Catalogue of Life.